# مارتين راموس كاستيلانوس
مارتين راموس كاستيلانوس هو سياسي مكسيكي، ولد في 14 يناير 1961 في تشياباس في المكسيك. نشط حزبياً في حزب الثورة الديمقراطية. وقد انتخب عضو مجلس النواب المكسيك ‏.